# Iole (natante)

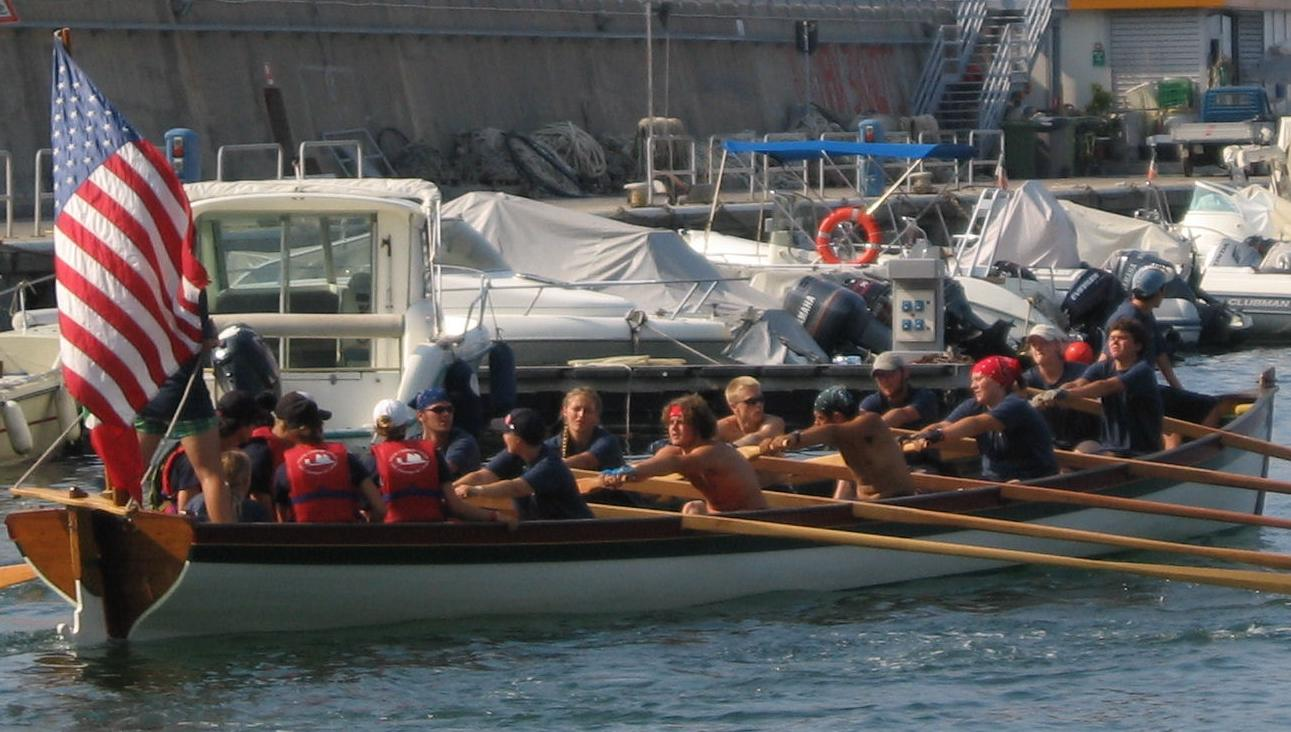
Una Iole di Bantry

Lo iòle o iòlo (talvolta citata anche come jole, nome derivato dal tedesco jölle o dal francese: yole), è un natante di legno a remi veloce e dalla forma sottile.
Nel canottaggio, specialmente per le regate in mare, ha gli scalmi ricavati nell'orlo dei fianchi (falchette) e può avere sedili fissi o scorrevoli; vi si voga in coppia, e i vogatori sono due, quattro o otto, con o senza timoniere.
In Italia, il suo utilizzo è disciplinato dall'ordinanza di sicurezza balneare emessa dalla capitaneria di porto competente per territorio.